# Томаковка (посёлок)
Тома́ковка (укр. Томаківка) — посёлок в Никопольском районе Днепропетровской области Украины, административный центр Томаковской поселковой общины. До 2020 года являлся административным центром Томаковского района и Томаковского поселкового совета, в который, кроме того, входили сёла Катещино, Александровка, Петровка, Семеновка и Сергеевка.

## Географическое положение
Посёлок находится на берегу реки Томаковка,
выше по течению на расстоянии в 3 км расположено село Михайловка,
ниже по течению примыкает село Топила.
К посёлку примыкает село Кисличеватая.
По посёлку протекает несколько пересыхающих ручьёв.

## История
Местность заселена издавна.
В посёлке Томаковка расположено несколько курганов времён бронзы (ІІІ – І тыс. до н.э.) и скифских времён.
Первая Запорожская Сечь — Томаковская Сечь — находилась на острове Томаковка. Он стоял посреди плавней и со всех сторон был охвачен реками. Реки и проливы вокруг острова Томаковка были достаточно глубокие и широкие. Подступиться к нему было нелегко, и татары дали ему через это меткое название «Тумак», что значит «шапка».
Временем основания Томаковки исследователи считают XVII век .
В 1740 году здесь обосновались на постоянное место жительства семьи поселенцев, отбывавших особые государственные повинности на Хортицкой верфи и при Хортицкой таможне. С 1777 года Томаковка — государственная воинская слобода.
В начале XX века - село Екатеринославского уезда Екатеринославской губернии. Жителей было 10 813 человек, 2 православные церкви, 2 земских и 1 церковно-приходская школы, земская больница, аптека, ярмарка, до 20 торгово-промышленных заведений. Бывшее запорожское селение (Кайдацкой паланки).
В декабре 1931 года началось издание районной газеты.
Во время Великой Отечественной войны в 1941 - 1943 гг. селение находилось под немецкой оккупацией.
С 1956 года - посёлок городского типа. В середине 1970х годов здесь действовали маслодельный завод, комбикормовый завод и хлебозавод.
В январе 1989 года численность населения составляла 7697 человек.
В 1993 году при содействии заслуженного деятеля искусств Украины, скульптора Дмитрия Никифоровича Красняка, на родине скульптора, открыт филиал районного музея — картинную галерею, которая с тех пор носит его имя.
В мае 1995 года Кабинет министров Украины утвердил решение о приватизации находившихся здесь маслозавода и райсельхозхимии.
По состоянию на 1 января 2013 года численность населения составляла 7132 человек.

## Экономика
- Маслодельный завод, ООО «Интер-мол».
- Комбикормовый завод.
- Кирпичный завод.-на данный момент вырезается на металлолом
- Хлебозавод на данный момент не работает
- Агрофирма «Первое Мая».
- Томаковский «Агрохим».

## Инфраструктура
- Школа № 1 .
- Школа № 2.
- Музыкальная школа.
- Детский сад.
- Томаковский профессиональный аграрный лицей (бывшее ПТУ № 78)[9]
- Томаковский центр первичной медико-санитарной помощи Днепропетровского областного совета
- Дом культуры.
- Районная картинная галерея им. Д. Красняка.
- Районный историко-краеведческий музей.
- Центр творчества молодёжи.
- Дом школьника.
- Районный спорткомплекс.

## Транспорт
В 5 км от посёлка - станция Мировая на линии Запорожье — Никополь Приднепровской железной дороги.
Через посёлок проходят автомобильные дороги Н-23 и Т-0420.
Действует такси.